# Linea IRT Second Avenue
La linea IRT Second Avenue, anche chiamata Second Avenue El, era una linea sopraelevata situata a Manhattan, gestita prima dall'Interborough Rapid Transit Company e poi dalla città di New York e aperta a partire dal 1875.
La sezione a nord di 57th Street, venne chiusa l'11 giugno 1940, il resto della linea il 13 giugno 1942. Una linea sotterranea lungo lo stesso percorso fu presa in considerazione già a partire dal 1919, ma la costruzione venne più volte rimandata; i lavori per la linea, oggi nota come Second Avenue Subway, sono iniziati nel 2007 e la fase 1 è stata aperta nel 2017.